# Landkreis Harburg

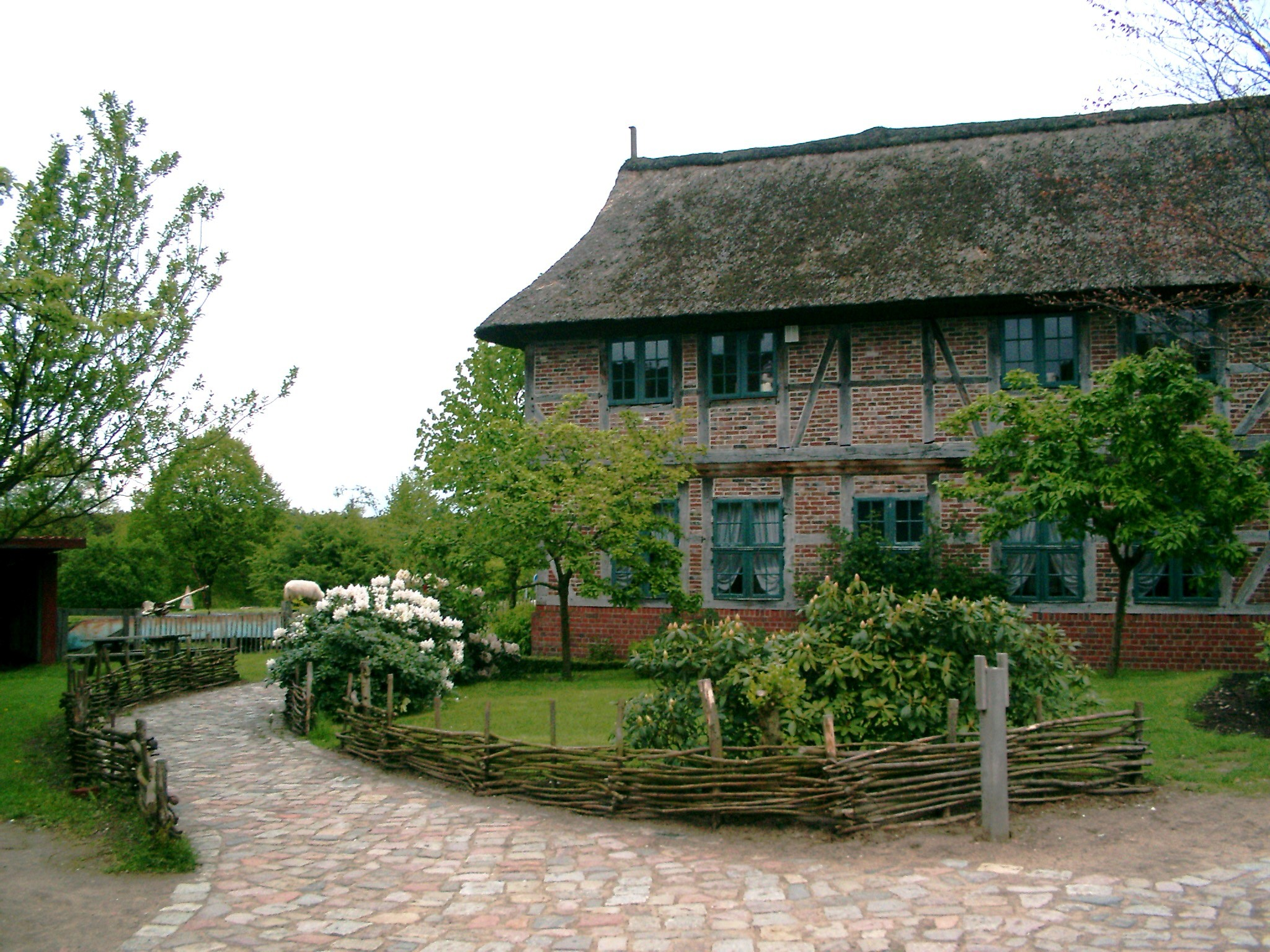
Freilichtmuseum am Kiekeberg

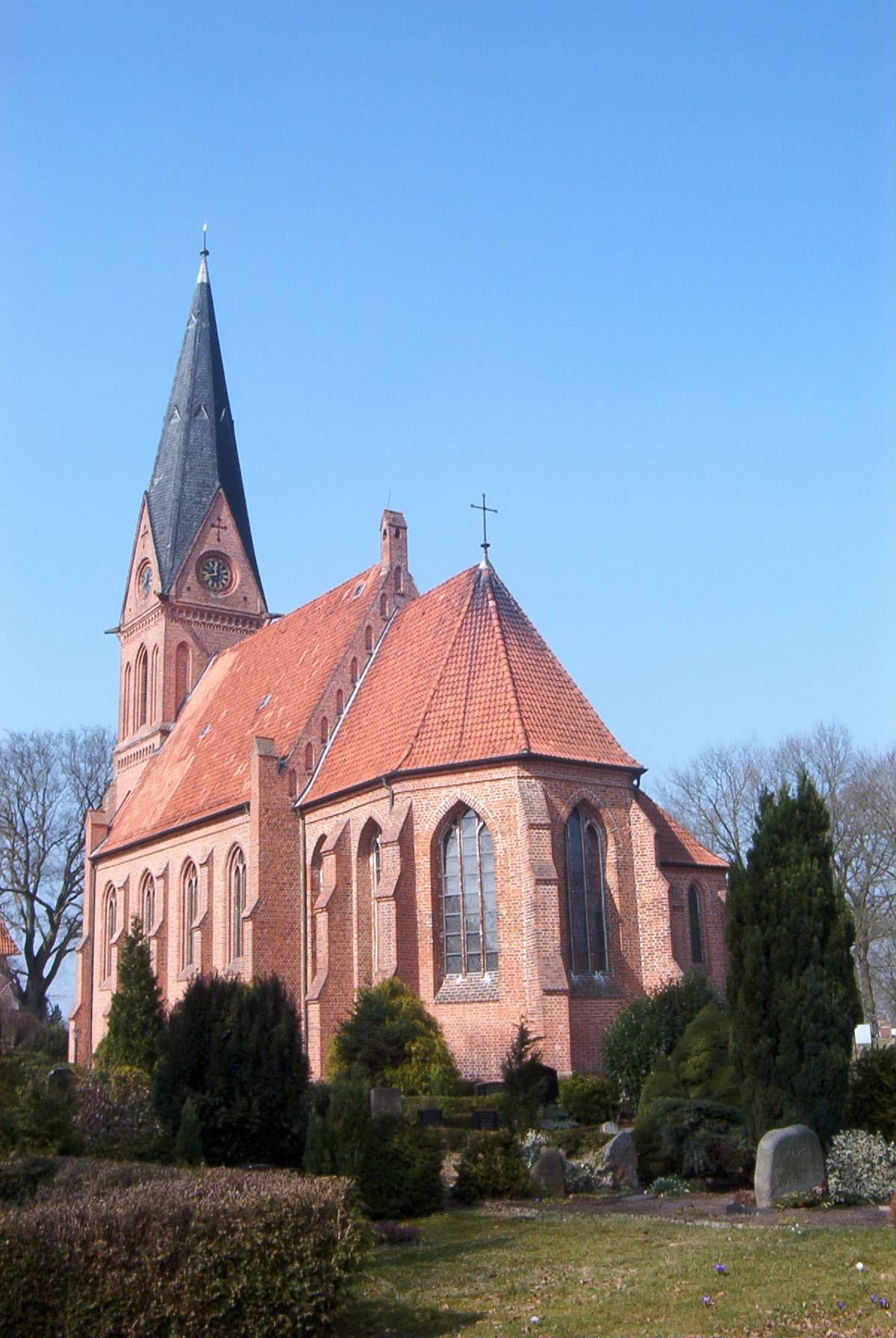
St. Sixtus und Sinnitius in Ramelsloh

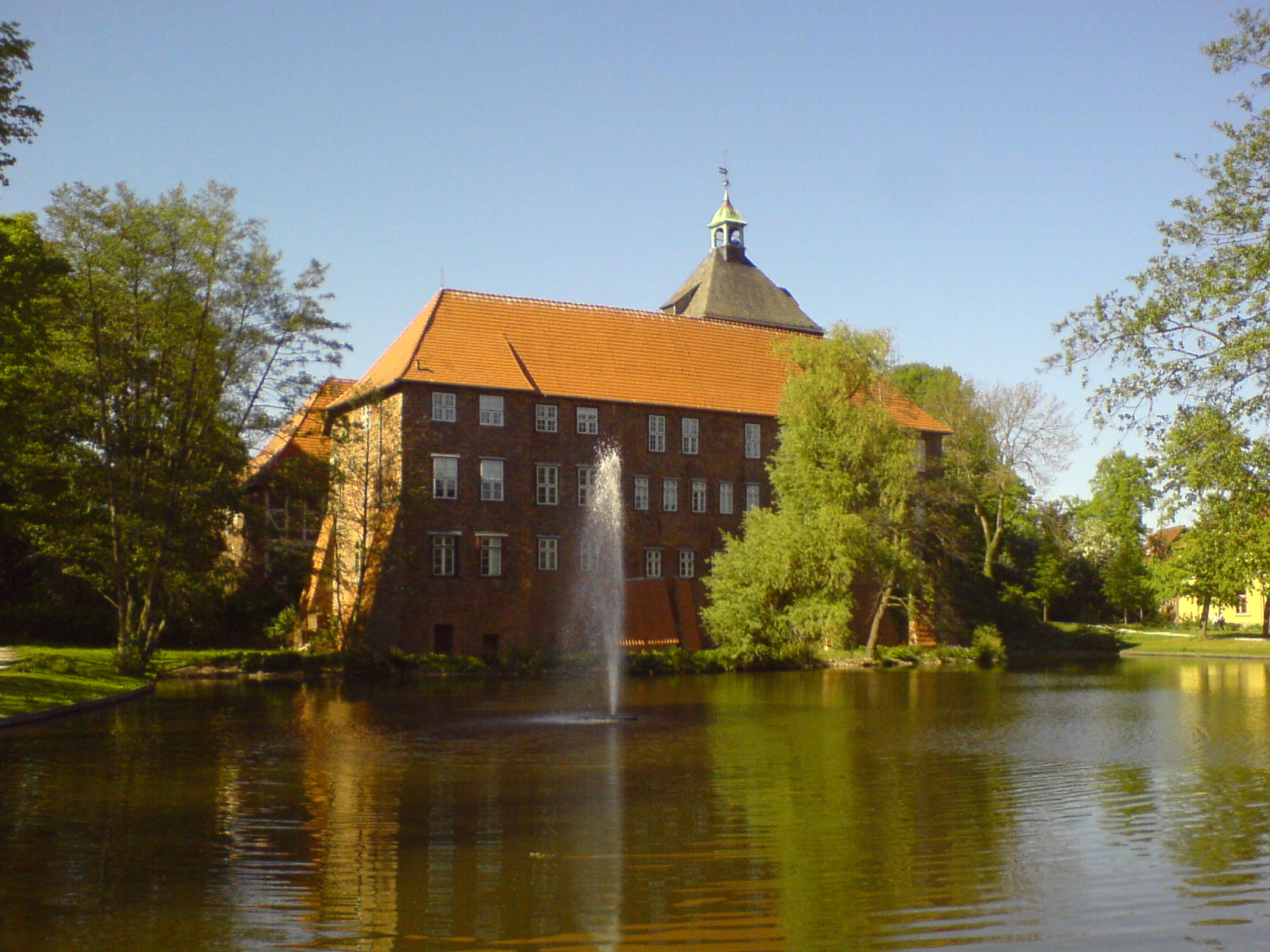
Schloss Winsen

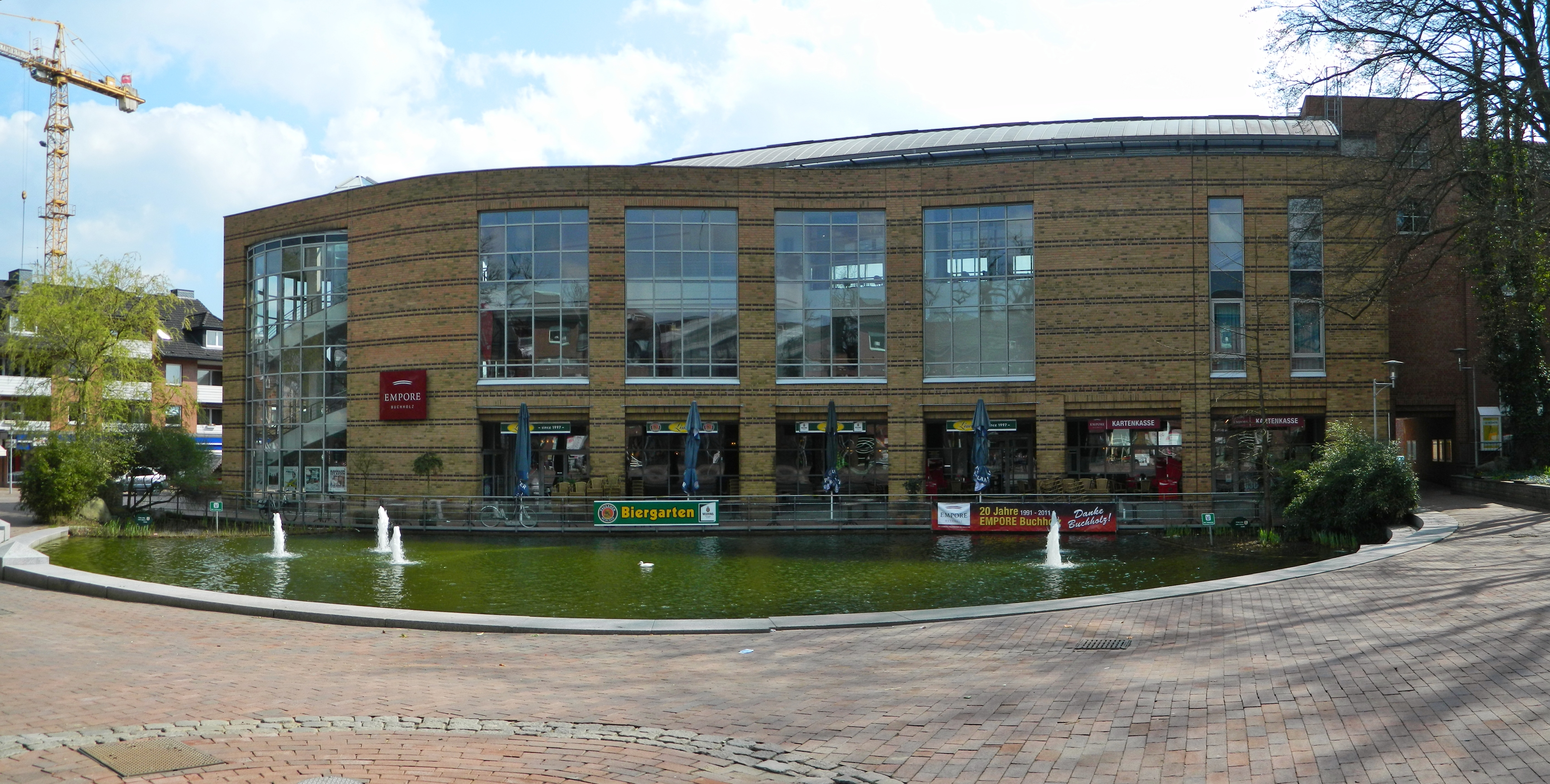
Veranstaltungszentrum Empore in Buchholz in der Nordheide

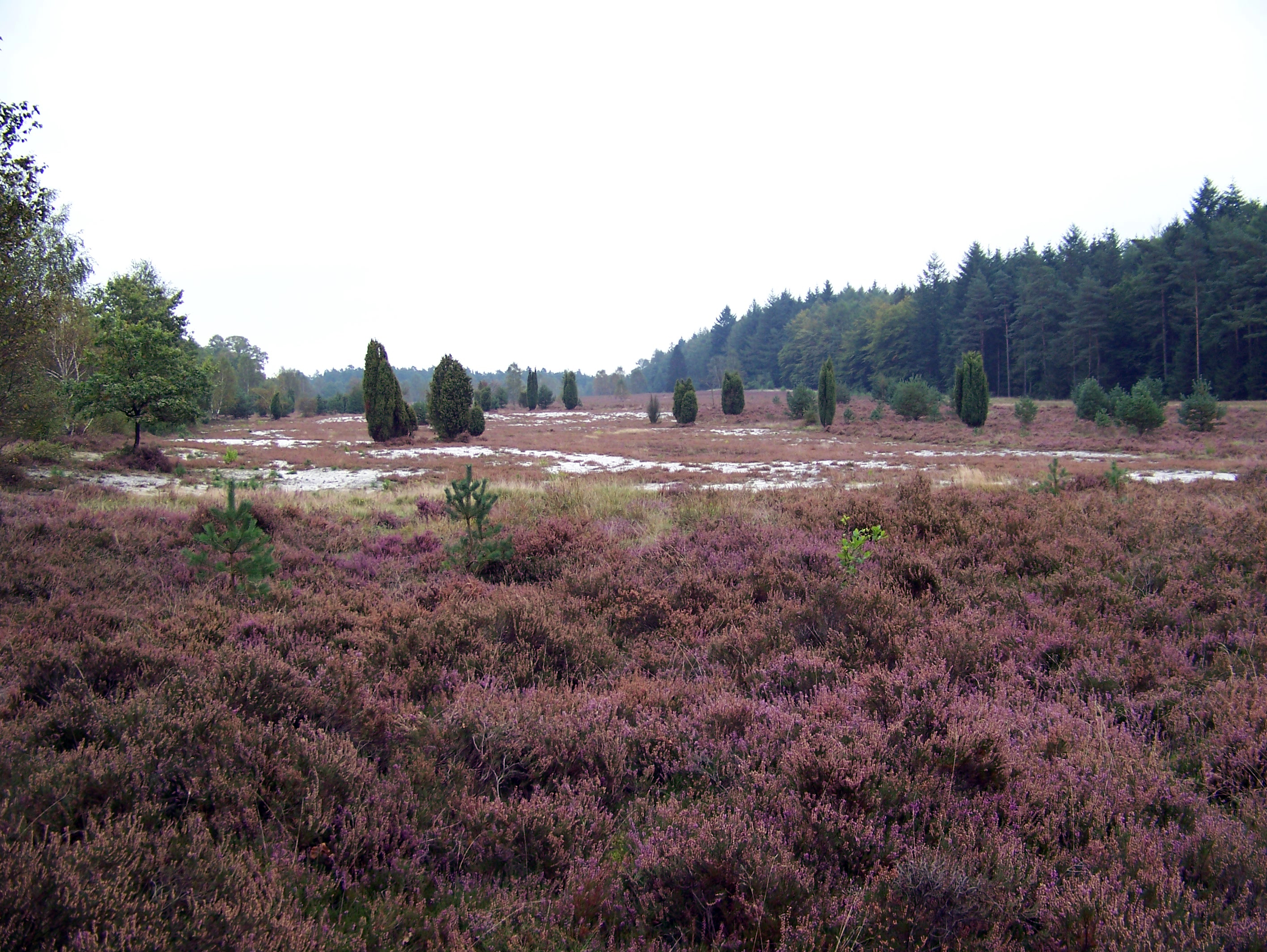
Heidelandschaft bei Undeloh

Der Landkreis Harburg ist eine Gebietskörperschaft in der Metropolregion Hamburg im Norden des Landes Niedersachsen. Der Landkreis zählt 265.864 Einwohner (31. Dezember 2024). Er entstand 1932 aus dem kleineren Kreis Harburg und dem Kreis Winsen und ist Teil des Lüneburgischen Landschaftsverbands. Kreisstadt ist Winsen (Luhe), bevölkerungsreichste Gemeinde ist Seevetal. Der geografische Mittelpunkt des Landkreises liegt in Jesteburg. Den Namen trägt der Landkreis aus historischen Gründen, da die ehemalige Stadt Harburg (seit 1938 Stadtteil von Hamburg) früher Kreisstadt des Landkreises Harburg war.

## Geografie

### Naturräumliche Gegebenheiten
Der Landkreis grenzt im Nordosten an die Marschgebiete der Unterelbe. Im Nordwesten liegt der Höhenzug der Harburger Berge, in dem sich mit dem 155 Meter hohen Hülsenberg (westlich von Sieversen) auch die höchste Erhebung des Landkreises befindet. Er umfasst im Süden Teile des Naturparkes Lüneburger Heide und des darin liegenden Naturschutzgebietes Lüneburger Heide sowie im Nordwesten Teile der Stader Geest.

### Naturräumliche Zuordnung
Der Landkreis Harburg erstreckt sich über Teile der naturräumlichen Haupteinheitengruppen Lüneburger Heide (Nr. 64), Untere Elbeniederung (Elbmarsch) (Nr. 67) und Stader Geest (Nr. 63).

### Siedlungsstruktur
Die bevölkerungsreichste Stadt des Landkreises ist Buchholz in der Nordheide mit 41.737 Einwohnern (31. Dezember 2024). Zudem befindet sich mit der Gemeinde Seevetal die einwohnerstärkste Gemeinde in Deutschland ohne Stadtrecht im Landkreis. Insgesamt ist der Landkreis Harburg von der Zugehörigkeit zur Metropolregion Hamburg geprägt. So orientiert sich die Siedlungsstruktur vor allem entlang der von Hamburg ausgehenden Verkehrsachsen in Richtung Stade, Rotenburg (Wümme) und Lüneburg. Im Norden des Kreises entlang der Stadt- und Landesgrenze zu Hamburg gibt es zum Teil stärker verdichtete Siedlungsgebiete, die einem Vorstadtcharakter entsprechen. Der südliche Teil des Landkreises ist ländlich geprägt und weist deutlich niedrigere Bevölkerungsdichten auf.

### Nachbarkreise
Der Landkreis Harburg grenzt im Uhrzeigersinn im Norden beginnend an Hamburg mit den Bezirken Harburg und Bergedorf, an den Kreis Herzogtum Lauenburg (in Schleswig-Holstein) sowie an die Landkreise Lüneburg, Heidekreis, Rotenburg (Wümme) und Stade (alle in Niedersachsen).

## Geschichte
Das Gebiet des heutigen Landkreises Harburg gehörte ursprünglich zum Fürstentum Lüneburg und kam durch welfische Erbteilungen an das Kurfürstentum und spätere Königreich Hannover. Nachdem dieses 1866 von Preußen annektiert wurde, gehörte es seitdem zur Landdrostei Lüneburg in der preußischen Provinz Hannover. Am 12. September 1867 wurden die Städte Harburg und Winsen (Luhe) sowie die Ämter Harburg, Tostedt und Winsen finanz- und militärverwaltungstechnisch zum Steuerkreis Harburg zusammengefasst.
Der Staat Preußen bildete mit Wirkung vom 1. April 1885 aus der Stadt Harburg den Stadtkreis Harburg, aus den Ämtern Harburg und Tostedt den Kreis Harburg (auch Landkreis genannt) und aus dem Amt Winsen und der Stadt Winsen den Kreis Winsen. Beide Kreise wurden dem Regierungsbezirk Lüneburg zugeordnet, der bis zur Auflösung der Regierungsbezirke in Niedersachsen 2004 bestand.
Sitz des Kreises Harburg war zunächst die Stadt Harburg im Stadtkreis Harburg. Der Landkreis gab 1888 Heimfeld und Wilstorf, 1906 Lauenbruch und 1910 Eißendorf an die Stadt Harburg ab. Am 1. September 1925 wurde außerdem die Gemeinde Wilhelmsburg als nunmehr kreisfreie Stadt aus dem Landkreis Harburg ausgegliedert und zwei Jahre später 1927 mit der Stadt Harburg zur Stadt Harburg-Wilhelmsburg verschmolzen. Am 1. August 1932 wurden der größte Teil des Kreises Harburg und der Kreis Winsen zum neuen Kreis Harburg zusammengelegt. Die Gemeinde Lauenbrück wechselte in den Kreis Rotenburg. Gleichzeitig wurde die Kreisgrenze im Rahmen der Auflösung des Kreises Jork westlich bis an die Este verlegt, damit kamen die Gemeinden Francop, Hove, Neuenfelde, Rübke und Moorende in den Kreis Harburg. Harburg blieb weiterhin Kreisstadt.
Im Rahmen des Groß-Hamburg-Gesetzes gingen zum 1. April 1937 die Stadt Harburg-Wilhelmsburg und aus dem Landkreis Harburg die Gemeinden Altenwerder, Preußisch Finkenwerder, Fischbek, Francop, Gut Moor, Preußisch Kirchwerder, Langenbek, Marmstorf, Neuenfelde, Neugraben, Neuland, Rönneburg, Sinstorf sowie die Ortschaft Overhaken (bis 31. März 1937 Teil der Gemeinde Over) von Preußen an das Land Hamburg über, bevor sie im Jahr darauf in der neu gebildeten Einheitsgemeinde „Hansestadt Hamburg“ aufgingen. Heute sind die Orte zumeist Stadtteile, die überwiegend im Hamburger Bezirk Harburg liegen, in dem der Stadtteil Harburg, der alte Stadtkern von Harburg/Elbe, das Zentrum bildet.
Nach dem Zweiten Weltkrieg wurde aus der Bezeichnung Kreis Harburg auch offiziell die schon vorher landläufig verwendete Form Landkreis Harburg.
Harburg blieb jedoch zunächst Sitz des Landkreises Harburg. Nachdem die Kreisverwaltung in Harburg im Zweiten Weltkrieg zerstört worden war, siedelte sie 1944 ins Schloss nach Winsen (Luhe) um. Unter der britischen Besatzung nach Kriegsende wurde der Landkreis dem aus der Provinz Hannover entstandenen Land Hannover und dem daraus 1946 hervorgegangenen Niedersachsen zugeordnet. 1958 wurde Winsen (Luhe) endgültig als Kreissitz festgelegt. 1961 zog die Kreisverwaltung in einen modernen Neubau in unmittelbarer Nachbarschaft des Schlosses.
Zwischen 1968 und 1974 kam es zu einer Reihe von Gebietsreformen. Zunächst wurden am 1. Juli 1968 die Gemeinde Achterdeich in die Gemeinde Stelle sowie am 1. Januar 1970 die Gemeinde Daerstorf in die Gemeinde Neu Wulmstorf eingegliedert.
Eine umfassende Neugliederung brachten das Gesetz zur Neugliederung der Gemeinden im Raum Harburg und das Gesetz zur Neugliederung der Gemeinden im Raum Cuxhaven/Land Hadeln/Stade am 1. Juli 1972:
- Durch zahlreiche Gemeindefusionen, bei denen unter anderem die neuen Großgemeinden Neu Wulmstorf, Rosengarten und Seevetal in ihrer heutigen Ausdehnung gebildet wurden, wurde die Zahl der Gemeinden des Landkreises deutlich verringert.
- Die Gemeinde Obermarschacht aus dem Landkreis Lüneburg wurde in die Gemeinde Marschacht eingegliedert.
- Die Gemeinden Avendorf, Bütlingen und Tespe aus dem Landkreis Lüneburg wurden zu einer neuen Gemeinde Tespe zusammengefasst, die zum Landkreis Harburg kam.
- Die Gemeinden Hove und Moorende schieden aus dem Landkreis Harburg aus und wurden in die Gemeinde Jork im Landkreis Stade eingegliedert.
- Die Gemeinden Daensen, Eilendorf, Immenbeck, Ketzendorf und Ovelgönne schieden aus dem Landkreis Harburg aus und wurden in die Stadt Buxtehude im Landkreis Stade eingegliedert. Einige Flurstücke gingen an die Gemeinde Neu Wulmstorf.

Mit dem Gesetz zur Neugliederung der Gemeinden im Raum Lüneburg wurde schließlich am 1. März 1974 die bis heute gültige Abgrenzung des Landkreises Harburg geschaffen:
- Die Gemeinden Handorf, Radbruch und Wittorf wechselten in den Landkreis Lüneburg.
- Die Gemeinden Raven, Rolfsen und Soderstorf wurden zu einer neuen Gemeinde Soderstorf zusammengefasst, die in den Landkreis Lüneburg wechselte.
- Die Gemeinde Wetzen wurde in die Gemeinde Oldendorf (Luhe) im Landkreis Lüneburg eingegliedert.

### Einwohnerstatistik

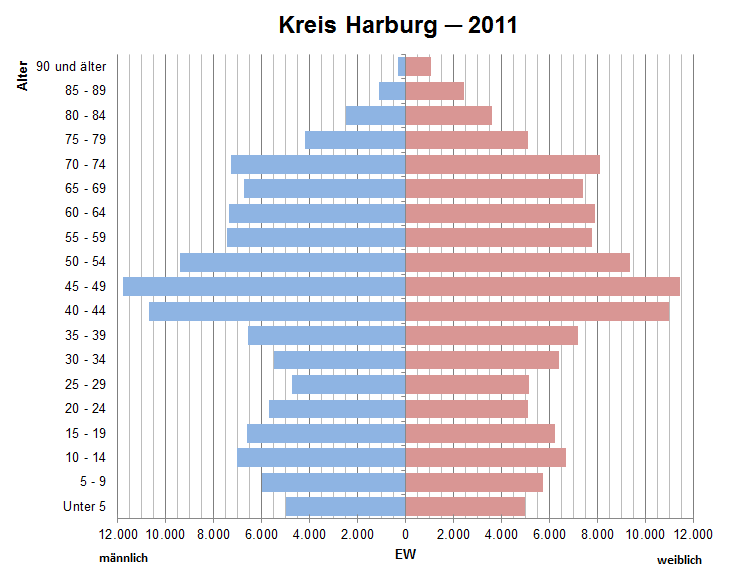
Bevölkerungspyramide für den Landkreis Harburg (Datenquelle: Zensus 2011)

| Jahr | Einwohner | Quelle |
| ---- | --------- | ------ |
| 1890 | 36.736    | [ 11 ] |
| 1900 | 48.805    | [ 11 ] |
| 1910 | 60.755    | [ 11 ] |
| 1925 | 69.308    | [ 11 ] |
| 1939 | 65.031    | [ 11 ] |
| 1950 | 120.270   | [ 11 ] |
| 1960 | 113.200   | [ 11 ] |
| 1970 | 144.500   | [ 12 ] |
| 1980 | 184.400   | [ 13 ] |
| 1990 | 198.416   | [ 14 ] |
| 2000 | 232.799   | [ 14 ] |
| 2010 | 246.868   | [ 14 ] |
| 2020 | 256.016   | [ 14 ] |

### Konfessionsstatistik
Laut Zensus 2011 waren 44,8 % der Bevölkerung Mitglied der evangelischen Landeskirche Hannovers, 6,4 % Mitglied der römisch-katholischen Kirche und 48,8 % der Bevölkerung hatte keine oder eine sonstige Religionszugehörigkeit. Der Anteil der Protestanten und Katholiken an der Gesamtbevölkerung ist seitdem jährlich um rund einen Prozentpunkt gesunken. Gemäß dem Zensus 2022 waren (Stand Mai 2022) 33,1 % der Einwohner evangelisch, 6,0 % katholisch und 60,8 % waren konfessionslos, gehörten einer anderen Glaubensgemeinschaft an oder machten keine Angabe.

## Politik
- Linke: 1
- SPD: 15
- Grüne: 13
- FDP: 5
- FWG: 5
- CDU: 21
- Basis: 1
- AfD: 3

- GRÜNE/LINKE: 14
- SPD: 15
- CDU/FDP: 26
- FWG/Basis: 6
- AfD: 3

### Kreistagswahlen
| Parteien und Wählergemeinschaften | Parteien und Wählergemeinschaften                                          | Prozent 2021 | Sitze 2021 | Prozent 2016 | Sitze 2016 | Prozent 2011 | Sitze 2011 | Prozent 2006 | Sitze 2006 | Prozent 2001 | Sitze 2001 |
| --------------------------------- | -------------------------------------------------------------------------- | ------------ | ---------- | ------------ | ---------- | ------------ | ---------- | ------------ | ---------- | ------------ | ---------- |
| CDU                               | Christlich Demokratische Union Deutschlands                                | 32,3         | 21         | 33,7         | 21         | 38,0         | 24         | 42,8         | 27         | 42,9         | 28         |
| SPD                               | Sozialdemokratische Partei Deutschlands                                    | 24,1         | 15         | 25,3         | 16         | 30,1         | 19         | 28,7         | 18         | 33,2         | 22         |
| Grüne                             | Bündnis 90/Die Grünen                                                      | 19,5         | 13         | 13,9         | 9          | 16,6         | 10         | 9,3          | 6          | 8,6          | 5          |
| FDP                               | Freie Demokratische Partei                                                 | 7,7          | 5          | 5,8          | 3          | 4,2          | 3          | 9,3          | 6          | 8,2          | 5          |
| FWG                               | Freie Wählergemeinschaft Landkreis Harburg bis 2016: Freie Wähler Seevetal | 7,5          | 5          | 4,7          | 3          | 1,8          | 1          | –            | –          | –            | –          |
| AfD                               | Alternative für Deutschland                                                | 5,0          | 3          | 9,8          | 6          | –            | –          | –            | –          | –            | –          |
| Linke                             | Die Linke                                                                  | 2,3          | 1          | 2,8          | 2          | 1,9          | 1          | 2,2          | 1          | –            | –          |
| Basis                             | Basisdemokratische Partei Deutschland                                      | 1,0          | 1          | –            | –          | –            | –          | –            | –          | –            | –          |
| LKR                               | Liberal-Konservative Reformer                                              | 0,5          | 0          | –            | –          | –            | –          | –            | –          | –            | –          |
| WG                                | Wählergemeinschaft                                                         | –            | –          | 3,7          | 2          | 4,7          | 3          | 5,6          | 3          | 3,9          | 2          |
| Piraten                           | Piratenpartei Deutschland                                                  | –            | –          | –            | –          | 1,5          | 1          | –            | –          | –            | –          |
| FrWi                              | Freie Winsener                                                             | –            | –          | –            | –          | 0,7          | 0          | 2,0          | 1          | –            | –          |
| AGP                               | Allianz Graue Panther                                                      | –            | –          | –            | –          | 0,1          | 0          | –            | –          | –            | –          |
| pdv                               | Partei der Vernunft                                                        | –            | –          | –            | –          | 0,1          | 0          | –            | –          | –            | –          |
| WGNH-LH                           | Wählergemeinschaft Nordheide im Landkreis Harburg                          | –            | –          | –            | –          | 0,3          | 0          | –            | –          | –            | –          |
| REP                               | Die Republikaner                                                           | –            | –          | –            | –          | –            | –          | –            | –          | 1,3          | 0          |
| DP                                | Deutsche Partei                                                            | –            | –          | –            | –          | –            | –          | –            | –          | 1,0          | 1          |
| EB                                | Einzelbewerber                                                             | 0,2          | 0          | –            | –          | –            | –          | –            | –          | –            | –          |
| Gesamt                            | Gesamt                                                                     | 100          | 64         | 100          | 62         | 100          | 62         | 100          | 62         | 100          | 63         |
| Wahlbeteiligung in Prozent        | Wahlbeteiligung in Prozent                                                 | 59,5         | 59,5       | 57,0         | 57,0       | 54,2         | 54,2       | 49,6         | 49,6       | 58,8         | 58,8       |

### Landräte
Ab dem Jahr 2003 handelt es sich um hauptamtliche Landräte.
- 1885–1909 Bernhard von Goeschen
- 1909–1925 Felix Rötger
- 1925–1929 Hans Helferich
- 1929–1931 Hans von Hoffmann
- 1932–1934 Heinrich von Bernstorff (DDP/DStP)
- 1934–1944 Hans Waldow Ritzler (NSDAP)
- 1944–1946 kommissarische Verwaltung durch Kreisbedienstete
- 194600000 Alfred Strack
- 1946–1949 Wilhelm Bahlburg (NLP/DP)
- 1949–1951 Philipp Helbach (SPD)
- 1951–1952 Hermann Hartmann (DP)
- 1952–1952 Karl Buchholz (DP, später CDU)
- 1952–1956 Fritz Broistedt (DP)
- 1956–1961 Otto Wilhelm Schneider (DP)
- 1961–1964 Karl Buchholz (DP, später CDU)
- 1964–1968 Philipp Helbach (SPD)
- 1968–1973 Otto Schäfer (CDU)
- 1973–1996 Otto Gellersen (CDU)
- 1996–2001 Jens-Rainer Ahrens (SPD)
- 2001–2003 Norbert Böhlke (CDU)
- 2003–2006 Axel Gedaschko (CDU)
- 2006–2014 Joachim Bordt (FDP)[21]
- seit 15. September 2014 Rainer Rempe (CDU)[22][23][24]

Im Oktober 2022 fand die Wahl des Landrats statt, der für neun Jahre gewählt wird. Im ersten Wahlgang konnte keiner der drei Kandidaten die absolute Mehrheit erreichen; somit war eine Stichwahl notwendig.

### Oberkreisdirektoren
- 1946–1947 Alfred Strack
- 1948–1949 Hans-Joachim Olschock
- 1950–1978 Andreas Dehn
- 1978–1994 Hans-Joachim Röhrs
- 1994–2002 Hans-Bodo Hesemann

### Landtagswahlen
Bei den Wahlen zum niedersächsischen Landtag ist der Landkreis Harburg in drei Wahlkreise aufgeteilt. Der Wahlkreis 50 Winsen besteht aus der Stadt Winsen (Luhe), der Gemeinde Stelle sowie den Samtgemeinden Hanstedt, Salzhausen und Elbmarsch. Direkt gewählter Abgeordneter ist André Bock (CDU).
Der Wahlkreis 51 Seevetal  besteht aus den Gemeinden Neu Wulmstorf, Rosengarten und Seevetal. Direkt gewählter Landtagsabgeordneter ist Bernd Althusmann (CDU).
Die Stadt Buchholz i.d.N. sowie die Samtgemeinden Jesteburg, Hollenstedt und Tostedt bilden den Wahlkreis 52 Buchholz. Direkt gewählter Abgeordneter in Hannover ist hier Jan Bauer (CDU). Die Direktkandidatin Nadja Weippert aus dem Wahlkreis Buchholz ist für Bündnis 90/Die Grünen über die Landesliste in den Landtag eingezogen.

### Bundestagswahlen
Der Landkreis entspricht seit der Bundestagswahl 2009 dem Bundestagswahlkreis Harburg. Bei den vorhergehenden Bundestagswahlen gehörte der Landkreis Harburg auch zu den Wahlkreisen Harburg – Soltau bzw. Soltau-Fallingbostel – Winsen (Luhe). Die bei der letzten Bundestagswahl 2021 direkt gewählte Abgeordnete ist Svenja Stadler (SPD). Daneben ist mit Michael Grosse-Bröhmer (CDU) ein weiterer Abgeordneter aus dem Kreis über die Landesliste in den Bundestag eingezogen.

### Hoheitszeichen

Hissflagge

Der Landkreis Harburg führt ein Dienstsiegel, ein Wappen und eine Flagge.
| Wappen des Landkreises Harburg | Blasonierung: „Das Wappen des Landkreises zeigt zum Zeichen seiner Verbindung mit der geschichtlichen Vergangenheit den aufrecht schreitenden, rot gezungten und rot bewehrten, blauen Lüneburger Löwen der welfischen Stammlande mit einem silbernen Schlüssel von Bremen zwischen den Pranken auf goldenem Feld und von zwölf roten Herzen umgeben.“ |
| Wappen des Landkreises Harburg | |

## Wirtschaft, Verkehr und Infrastruktur

### Wirtschaft
Im Zukunftsatlas 2016 belegte der Landkreis Harburg Platz 70 von 402 Landkreisen, Kommunalverbänden und kreisfreien Städten in Deutschland und zählt damit zu den Orten mit „hohen Zukunftschancen“.
Im Landkreis Harburg befinden sich auch landwirtschaftlichen Flächen und Unternehmen, die sich überwiegend dem Ackerbau und der Viehzucht widmen.

### Fernstraßennetz
Bundesautobahnen:
- A 1 Hamburg–Bremen
- A 7 Hamburg–Hannover
- A 26 Stade-Hamburg (Verkehrsfreigabe bis Neu Wulmstorf 2023)
- A 39 (bis November 2010 A 250) Hamburg–Lüneburg (Verbindung zum anderen Abschnitt der A 39 Wolfsburg–Braunschweig–Salzgitter ist in Planung)
- A 261 Hamburg-Marmstorf–Buchholzer Dreieck (Eckverbindung A1/A7)

Bundesstraßen:
- B 3 Buxtehude–Buchholz–Soltau–Hannover
- B 73 Hamburg–Buxtehude–Stade–Cuxhaven
- B 75 Hamburg–Buchholz–Rotenburg–Bremen
- B 404 Geesthacht–Winsen–Lüneburg

### Eisenbahn
Der Schienenpersonennahverkehr im Landkreis ist stark auf Hamburg ausgerichtet und seit 2004 komplett in den Hamburger Verkehrsverbund integriert. Fernzüge halten seit 2005 nicht mehr im Landkreis. Die Züge des Nahverkehrs werden derzeit durch die metronom Eisenbahngesellschaft, die S-Bahn Hamburg (S5 Hamburg–Stade) und die Regionalverkehre Start Deutschland (Niederelbebahn, Heidebahn) betrieben. Ab 2027 ist die Bedienung neuer Bahnstationen auf der Strecke Buchholz–Jesteburg–Hamburg-Harburg für den Personenverkehr geplant.
Strecken mit Personenverkehr:
- Lehrte–Celle–Lüneburg–Hamburg-Harburg: RE3 / RB31
- Wanne-Eickel–Osnabrück–Bremen–Buchholz–Hamburg: RE4 / RB41
- Hamburg–Buxtehude–Stade–Cuxhaven: RE5 / S5
- Buchholz–Schneverdingen–Soltau–Walsrode: RB38

Strecken ohne regelmäßigen Personenverkehr:
- Buchholz–Jesteburg–Maschen
- Winsen–Niedermarschacht
- Winsen–Salzhausen–Egestorf–Hützel
- Tostedt–Sittensen–Zeven–Wilstedt

Stillgelegte Strecken:
- Buchholz–Hollenstedt–Harsefeld
- Jesteburg–Lüneburg

Europas größter Rangierbahnhof, der Rangierbahnhof Maschen befindet sich im Landkreis Harburg.

### Busverkehr
Die hamburgnahen Orte Neu Wulmstorf, Fleestedt und Meckelfeld sind mit dichten Fahrtfolgen an das Stadtbusnetz von Hamburg-Harburg angebunden. Im übrigen Kreisgebiet verkehrt die KVG Stade. Von Harburg aus bestehen ungefähr stündliche Verbindungen nach Over, Hittfeld, Jesteburg, in die Gemeinde Rosengarten sowie Buchholz. Sie werden auch abends und am Wochenende betrieben. In diese Kategorie des dichten Überlandverkehrs fällt auch die Linie Buchholz–Jesteburg–Hanstedt. Ein Grundangebot besteht in allen Teilen der Gemeinde Seevetal, bei einigen von der Kreisstadt Winsen ausgehenden Linien und in der Anbindung von Hollenstedt. Zahlreiche Orte sind nur im Schulbusverkehr angebunden, der allerdings von jedermann zum HVV-Tarif benutzt werden kann. Auf dem Gebiet der Stadt Buchholz gibt es ein Stadtbussystem, welches im 30-Minuten-Takt auf drei Linien das Stadtgebiet erschließt. In der Samtgemeinde Elbmarsch besteht in der Hauptverkehrszeit ein 20-30min-Takt in Richtung Hamburg-Bergedorf, außerhalb der HVZ verkehrt diese Linie meist im Stundentakt.

### Gesundheitswesen
- Krankenhaus Buchholz und Krankenhaus Winsen  in Trägerschaft des Landkreises. Beide Krankenhäuser sind Teil des Elbe-Heide-Krankenhausverbundes, der mehrere Kliniken im südlichen Hamburger Umland umfasst. Bis 2015 gab es in Salzhausen das Krankenhaus Salzhausen, das von einer gemeinnützigen Gesellschaft betrieben wurde. Aufgrund einer Insolvenz wurde es geschlossen.[28]
- Fachklinik Ginsterhof in Rosengartener Ortsteil Tötensen
- Waldklinik Jesteburg, spezialisiert auf Rehabilitationsmaßnahmene
- Fachkrankenhaus Hansenbarg für Suchterkrankungen in Hanstedt (Nordheide)

### Schutzgebiete
Im Landkreis befinden sich neben Landschaftsschutzgebieten und Naturdenkmalen 25 ausgewiesene Naturschutzgebiete (Stand März 2021).
Siehe auch:
- Liste der Naturschutzgebiete im Landkreis Harburg
- Liste der Landschaftsschutzgebiete im Landkreis Harburg
- Liste der Naturdenkmale im Landkreis Harburg
- Liste der geschützten Landschaftsbestandteile im Landkreis Harburg

## Gemeinden
In Klammern die Einwohnerzahl am 31. Dezember 2024
Einheitsgemeinden
1. Buchholz in der Nordheide, Stadt, selbständige Gemeinde (41.737)
2. Neu Wulmstorf (23.550)
3. Rosengarten [Sitz: Nenndorf] (14.033)
4. Seevetal [Sitz: Hittfeld], selbständige Gemeinde (44.158)
5. Stelle (11.974)
6. Winsen (Luhe), Kreisstadt, selbständige Gemeinde (36.961)

Samtgemeinden mit ihren Mitgliedsgemeinden
* Sitz der Samtgemeindeverwaltung
| 1. Samtgemeinde Elbmarsch (13.044) 1. Drage (4309) 2. Marschacht * (3895) 3. Tespe (4840) 2. Samtgemeinde Hanstedt (15.662) 1. Asendorf (2181) 2. Brackel (1926) 3. Egestorf (2748) 4. Hanstedt * (6354) 5. Marxen (1434) 6. Undeloh (1019) 3. Samtgemeinde Hollenstedt (12.205) 1. Appel (2104) 2. Drestedt (846) 3. Halvesbostel (787) 4. Hollenstedt * (3771) 5. Moisburg (2095) 6. Regesbostel (1049) 7. Wenzendorf (1553) | 4. Samtgemeinde Jesteburg (10.939) 1. Bendestorf (2349) 2. Harmstorf (832) 3. Jesteburg * (7758) 5. Samtgemeinde Salzhausen (14.603) 1. Eyendorf (1223) 2. Garlstorf (1120) 3. Garstedt (1468) 4. Gödenstorf (1076) 5. Salzhausen * (4887) 6. Toppenstedt (2229) 7. Vierhöfen (924) 8. Wulfsen (1676) 6. Samtgemeinde Tostedt (26.998) 1. Dohren (1195) 2. Handeloh (2399) 3. Heidenau (2310) 4. Kakenstorf (1477) 5. Königsmoor (578) 6. Otter (1709) 7. Tostedt * (14.341) 8. Welle (1214) 9. Wistedt (1775) |

### Ehemalige Gemeinden
Ehemaligen Gemeinden, die dem Landkreis Harburg angehörten.
- Achterdeich
- Altenwerder1
- Ardestorf
- Ashausen
- Avensen
- Bahlburg
- Beckedorf
- Borstel
- Bötersheim
- Bullenhausen
- Daensen2
- Daerstorf
- Dibbersen
- Döhle
- Drennhausen
- Eckel
- Eddelsen
- Ehestorf
- Eichholz
- Eilendorf2
- Eißendorf1
- Elbstorf
- Elstorf
- Emmelndorf
- Emsen
- Evendorf
- Everstorf
- Finkenwerder1
- Fischbek1
- Fleestedt
- Fliegenberg
- Francop1
- Friesenwerdermoor
- Gehrden
- Glüsingen
- Groß Klecken
- Groß Moor
- Gut Moor1
- Handorf3a
- Heimfeld1
- Helmstorf
- Hittfeld
- Holm
- Holtorfsloh
- Hoopte
- Horst
- Hörsten
- Hove2
- Hunden
- Iddensen
- Immenbeck2
- Inzmühlen
- Itzenbüttel
- Jehrden
- Kampen
- Ketzendorf2
- Kirchwerder1
- Klecken
- Klein Klecken
- Klein Moor
- Langenbek1
- Laßrönne
- Lauenbruch1
- Lauenbrück4
- Leversen
- Lindhorst
- Lübberstedt
- Luhdorf
- Luhmühlen
- Lüllau
- Marmstorf1
- Maschen
- Meckelfeld
- Metzendorf
- Moorende2
- Nenndorf
- Neuenfelde1
- Neugraben1
- Neuhof1
- Neuland1
- Niedermarschacht
- Nindorf
- Oelstorf
- Ohlendorf
- Oldershausen
- Ollsen
- Ovelgönne2
- Over
- Pattensen
- Putensen
- Quarrendorf
- Radbruch3a
- Rade
- Ramelsloh
- Raven3b
- Rolfsen3b
- Rönne
- Rönneburg1
- Rosenweide
- Rottorf
- Roydorf
- Rübke
- Sahrendorf
- Sangenstedt
- Scharmbeck
- Schierhorn
- Schwiederstorf
- Schwinde
- Seppensen
- Sinstorf1
- Soderstorf3a
- Sottorf
- Sprötze
- Steinbeck
- Stöckte
- Stove
- Tangendorf
- Thieshope
- Todtglüsingen
- Todtshorn
- Tönnhausen
- Tötensen
- Trelde
- Vahrendorf
- Wehlen
- Wetzen3b
- Wilhelmsburg1
- Wilstorf1
- Wittorf3a

1 heute in Hamburg
2 heute im Landkreis Stade
3a heute eine Gemeinde im Landkreis Lüneburg
3b heute im Landkreis Lüneburg
4 heute eine Gemeinde im Landkreis Rotenburg (Wümme)
Alle übrigen Gemeinden sind in den heutigen Gemeinden des Landkreises Harburg aufgegangen.

## Kfz-Kennzeichen
Am 1. Juli 1956 wurde dem Landkreis bei der Einführung der bis heute gültigen Kfz-Kennzeichen das Unterscheidungszeichen WL (Winsen (Luhe)) zugewiesen. Es wird durchgängig bis heute ausgegeben. Die im Zuge der Kennzeichenliberalisierung möglich gewesene Einführung weiterer Unterscheidungszeichen wurde nicht genutzt.

## Medien

### Zeitungen
Im Landkreis Harburg erscheint als Tageszeitung der Winsener Anzeiger, der mittlerweile eng redaktionell mit der Lüneburger Landeszeitung verbunden ist. Außerdem erscheint unter dem Titel Harburg Stadt & Land täglich eine Beilage zum Hamburger Abendblatt. Von 1844 bis September 2013 erschienen außerdem über Landesgrenze hinweg die Harburger Anzeigen und Nachrichten (HAN) für den Hamburger Bezirk Harburg und den gleichnamigen niedersächsischen Landkreis. Der Norddeutsche Rundfunk strahlt werktäglich sieben Regionalfenster im Hörfunk auf NDR 1 Niedersachsen aus. Zuständig für den Landkreis Harburg ist das NDR Studio in Lüneburg, wo auch Fernsehberichte aus der Region, unter anderem für Hallo Niedersachsen, NDR Info oder die tagesschau gefertigt werden. Dazu gibt es noch kostenlose Wochenblätter, die im Landkreis an die Haushalte verteilt werden.

### Film
- Carsten Rau, Hauke Wendler: Willkommen auf Deutsch. Bundesweiter Kinostart: 12. März 2015, DVD-Veröffentlichung: 27. November 2015.